# Vliegtuigbotsing bij Dnjeprodzerzjinsk
De vliegtuigbotsing bij Dnjeprodzerzjinsk vond plaats op 11 augustus 1979, toen twee Toepolevs Tu-134 van Aeroflot, de nationale luchtvaartmaatschappij van de Sovjet-Unie, in het luchtruim boven de stad Dnjeprodzerzjinsk in de Oekraïense SSR in tegen elkaar vlogen. Alle 178 inzittenden kwamen om.

## De ramp
Eén vliegtuig, een Toepolev Tu-134AK, vloog met 84 inzittenden op een hoogte van 8,4 kilometer van Minsk naar Donjetsk. Het andere vliegtuig, een Toepolev Tu-134A op de route Tsjeljabinsk-Voronezj-Kisjinev, vloog op dezelfde hoogte. 
Een luchtverkeersleider merkte op dat beide vliegtuigen zich op dezelfde hoogte bevonden en vroeg aan het vliegtuig uit Minsk om naar een hoogte van 9 kilometer te klimmen. De verkeersleider hoorde een reactie en dacht dat alles in orde was. De reactie kwam echter uit een ander toestel. Beide Toepolevs botsten in de wolken op elkaar.
Onder de 178 slachtoffers waren 17 spelers en de staf van de eersteklassevoetbalclub Pachtakor Tasjkent, met onder anderen Michail An, Alim Asjirov, Vladimir Makarov en sterspeler Vladimir Fjodorov.